# تیم جام بیلی جین کینگ ایران
تیم فدکاپ ایران یک تیم بین‌المللی تنیس زنان است که از طرف ایران در رقابت‌های بین‌المللی جام فد شرکت می‌کند.